# 16190 Kabirjolly
A 16190 Kabirjolly (ideiglenes jelöléssel (16190) 2000 AK191) a Naprendszer kisbolygóövében található aszteroida. A LINEAR projekt keretében fedezték fel 2000. január 8-án.